# Jaume Riba Sabaté
Jaume Riba Sabaté (La Massana, 1950) és un fotògraf i polític andorrà.

## Biografia
Nasqué a la Massana, net d'un avi republicà afusellat durant la guerra civil. La família, d'origen pallarès, s'havia refugiat a Andorra, i la seva mare s'hi va casar amb un andorrà de la Massana. Va tenir la seva primera càmera als 14 anys, i col·laborà amb Bonaventura Adellach en l'Atles toponímic d’Andorra. Es va formar com a enginyer civil a Tolosa de Llenguadoc i va completar els estudis a París i a Grenoble.
Entre 1994 i 1997 es va dedicar a la política, fent de conseller general d'Andorra, i posteriorment es va dedicar a l'oci nocturn, gestionant la sala Àmbit.

## Publicacions destacades
- Andorra paisatges oblidats (1987)
- Plenituds. Andorra (1991)
- Casa Rull de Sispony: Andorra. Iconologia i genealogia (1994) amb Josep Perich
- Cerca-temps (2003)
- Andorra (2005)
- Anhels (2014) amb Joan Peruga i Jordi Aleix i Camp